# Hontianske Trsťany
Hontianske Trsťany este o comună slovacă, aflată în districtul Levice din regiunea Nitra. Localitatea se află la altitudinea de 164 m deasupra n.m., se întinde pe o suprafață de 15,54 km2 și în 2017 număra 316 locuitori.

## Istoric
Localitatea Hontianske Trsťany este atestată documentar din 1245.

## Demografie
| An:                | 1994 | 2004   | 2014   | 2024   |
| ------------------ | ---- | ------ | ------ | ------ |
| Număr de persoane: | 378  | 346    | 317    | 290    |
| Diferență:         |      | −8,46% | −8,38% | −8,51% |

| An:                | 2023 | 2024   |
| ------------------ | ---- | ------ |
| Număr de persoane: | 297  | 290    |
| Diferență:         |      | −2,35% |